# Robinsons Equitable Tower
La Robinsons Equitable Tower est un gratte-ciel de bureaux de 175 mètres de hauteur construit à Pasig dans l'agglomération de Manille aux Philippines en 1997.
L'architecte est l'agence américaine Hellmuth, Obata & Kassabaum (HOK).